# Feliciano Carvallo
Feliciano Carvallo (Naiguatá, 11 de noviembre de 1920 - Catia La Mar, Vargas 28 de marzo de 2012) fue un pintor venezolano autodidacta. Carvallo utilizó un estilo ingenuo para realizar pinturas sobre temas del folklore popular venezolano, episodios populares, escenas de la vida rural y del entorno natural tropical. También representa escenas de mitos y leyendas del acervo local.
En sus pinturas utiliza una muy variada gama de colores y contrastes de armonías. En   sus comienzos recurre al uso de tinturas naturales, a base des tonalidades, compuestos de carbón y jugos de vegetales. Con su estilo minucioso representa imágenes decorativas, inspirándose en elementos de la vegetación exuberante de su entorno, los animales, y fiestas de riñas de gallos y fiestas populares y procesiones cristianas.
A partir de 1945 los maestros Alirio Oramas y Armando Reverón, le guían en su desarrollo y crecimiento. Realiza su primera exposición individual en 1949 en el Taller Libre de Arte de Caracas. 
Expone sus obras en diversas exposiciones internacionales como por ejemplo la exposición Ingenuos Actuales de América, realizada en 1967 en el Museo de Arte Moderno de Madrid, España.

## Premios
- Mención Honorífica en el Salón Oficial, 1965
- Segundo premio en el concurso Goodyear Internacional, Art Gallery of Akron, Ohio.
- Premio Antonio Edmundo Monsanto, 1965
- Premio Nacional de Cultura mención Pintura, 1966
- Premio Armando Reverón, 1966

## Obras selectas
Sus obras forman parte de colecciones privadas. También hay obras de su autoría en el Museo Primitivo de Washington (Estados Unidos), el Museo de Arte Moderno Nueva York (EE. UU.), la Galería de Arte Nacional (Caracas, Venezuela), el Museo Arturo Michelena (Aracas), y CELARG (Caracas).
Entre sus obras se cuentan:
- Verano Templado, 1965
- Palo Encebao, 1965
- Selva azul con medias, 1997
- Copa con Mangos (Óleo sobre tela 120x60), 2000
- Selva Azul (Litografía 40x40), 1994